# Cisticole des Aberdare
Cisticola aberdare
Espèce
Statut de conservation UICN

 VU A2c+3c; B1ab(i,ii,iii,iv,v) : Vulnérable
La Cisticole des Aberdare (Cisticola aberdare) est une espèce de passereaux de la famille des Cisticolidae principalement présent au Kenya.

## Répartition et habitat
Cet oiseau est endémique du Kenya. Il fréquente des prairies humides d'altitude, entre 2 300 et 2 700 m d'altitude.